# Verona, Missouri
Verona är en ort i Lawrence County i Missouri. Vid 2010 års folkräkning hade Verona 619 invånare.